# Вільямспорт (Огайо)
Вільямспорт (англ. Williamsport) — селище (англ. village) в США, в окрузі Пікавей штату Огайо. Населення — 970 осіб (2020).

## Географія
Вільямспорт розташований за координатами 39°34′55″ пн. ш. 83°7′14″ зх. д. / 39.58194° пн. ш. 83.12056° зх. д. (39.581961, -83.120527).  За даними Бюро перепису населення США в 2010 році селище мало площу 4,77 км², з яких 4,69 км² — суходіл та 0,08 км² — водойми.

## Демографія
Згідно з переписом 2010 року, у селищі мешкали 1023 особи в 342 домогосподарствах у складі 272 родин. Густота населення становила 214 особи/км².  Було 377 помешкань (79/км²).
Расовий склад населення:
| - 97,7 % — білих - 0,3 % — чорних або афроамериканців - 0,2 % — корінних американців |

До двох чи більше рас належало 1,7 %. Частка іспаномовних становила 0,3 % від усіх жителів.
За віковим діапазоном населення розподілялося таким чином: 34,0 % — особи молодші 18 років, 57,2 % — особи у віці 18—64 років, 8,8 % — особи у віці 65 років та старші. Медіана віку мешканця становила 30,5 року. На 100 осіб жіночої статі у селищі припадало 93,0 чоловіків;  на 100 жінок у віці від 18 років та старших — 87,0 чоловіків також старших 18 років.
Середній дохід на одне домашнє господарство  становив 50 212 долари США (медіана — 49 063), а середній дохід на одну сім'ю — 50 778 доларів (медіана — 48 611). Медіана доходів становила 39 102 долари для чоловіків та 30 855 доларів для жінок. За межею бідності перебувало 23,2 % осіб, у тому числі 26,5 % дітей у віці до 18 років та 12,5 % осіб у віці 65 років та старших.
Цивільне працевлаштоване населення становило 504 особи. Основні галузі зайнятості: виробництво — 18,1 %, освіта, охорона здоров'я та соціальна допомога — 18,1 %, будівництво — 13,5 %, роздрібна торгівля — 9,5 %.